# Birgisch
Birgisch era un municipi del cantó suís del Valais, situat al districte de Brig-Glis. El 26 de setembre 2010 els habitants de Birgisch i de la veïna Mund van aprovar la fusió amb Naters. La fusió es va fer efectiva l'1 de gener de 2013.